# 22 de marzo
El 22 de marzo es el 81.ᵉʳ (octogésimo primer) día del año en el calendario gregoriano y el 82.º en los años bisiestos. Quedan 284 días para finalizar el año.

## Acontecimientos
- 752: en Roma (Italia) se elige Esteban II como papa, pero muere tres días antes de ser ordenado obispo de Roma, por lo que no se lo considera un papa legítimo.
- 950: en España, el califa Abd al-Rahman III ordena ejecutar a Abu ibn 'Abd al-Barr por haber intervenido en una conspiración contra él.
- 1018: en la sala caliente de los baños califales del Alcázar andalusí de Córdoba, es asesinado el califa Alí ben Hamud al-Násir a manos de sus propios sirvientes.
- 1312: en Roma (Italia), el papa Clemente V publica la bula Vox in excelso, en que suprime la Orden del Temple.[1]
- 1369: en España, Enrique de Trastámara ―ayudado por el guerrero francés Bertrand Du Guesclin― mata a su hermanastro Pedro I, rey de Castilla y León.
- 1506: en Denia, Fernando el Católico (53), viudo de Isabel I de Castilla se casa con Germana de Foix (17), sobrina del rey francés Luis XII.
- 1508: en España, Fernando el Católico nombra a Américo Vespucio (naturalizado castellano en 1505) piloto mayor de Castilla.
- 1518: en la ciudad de Valladolid (España), el navegante portugués Fernando de Magallanes (nacionalizado español en 1518) firma unas capitulaciones por las que es nombrado capitán general de la Armada española, y gobernador de las tierras que se descubran.
- 1594: París ―baluarte de la Liga Católica y ocupada dos años antes por las tropas españolas― se entrega y Enrique IV de Francia hace su entrada triunfal. El nuevo rey de Francia había sido consagrado en su cargo el 27 de febrero, después de haber abjurado del protestantismo y abrazado el catolicismo como medio para conseguir la corona de Francia, así como su pacificación.
- 1618: el papa Paulo V concede el capelo cardenalicio al duque de Lerma, que lo había solicitado como protección ante el juicio por el asesinato de Francisco Juara por Rodrigo Calderón, confidente de Lerma.
- 1793: la Confederación alemana declara la guerra a Francia.
- 1797: en Santiago de Cuba, el diputado consular Pablo Baloix rinde información al Real Consulado de España sobre el comienzo del cultivo de café en Cuba.[2]
- 1798: en Austria se proclama la República Helvética.
- 1814: los franceses ponen al monarca español Fernando VII en manos del general Copons, quien lo escolta hasta Gerona, donde se le entrega el documento firmado por la Regencia el 2 de febrero. Pero los liberales, faltos de apoyo por parte de las autoridades civiles y militares que entran en contacto con el monarca, pierden pronto la iniciativa.
- 1832: en París se desata una epidemia de cólera, que ocasiona un gran número de víctimas.
- 1835: en el Teatro del Príncipe (de Madrid) se estrena Don Álvaro o la fuerza del sino, del Duque de Rivas, lo que supuso el triunfo definitivo del romanticismo en España.
- 1848: en la Plaza Mayor de Madrid se instala la estatua de Felipe III.
- 1855: en La Punta (La Habana), el Gobierno español ejecuta al catalán Ramón Pintó Llinás (Barcelona, 20 de junio de 1803 - La Habana, 22 de marzo de 1855), acusado de conspirar contra el rey de España a favor de la independencia de Cuba.[3][4]
- 1859: en Ecuador, el volcán Pichincha entra en erupción destruyendo la capital, Quito.
- 1873: en Puerto Rico se sanciona la Ley de la Abolición de la Esclavitud.
- 1878: en el marco de la guerra de los Diez Años (1868-1878), cerca del campamento Miranda, Arsenio Martínez Campos se entrevista con representantes del Gobierno provisional mambí. Los mambises deciden continuar la lucha por la independencia.
- 1887: en Colombia se funda el periódico diario El Espectador.
- 1895: los hermanos Lumière (Auguste y Louis) dan la primera exhibición de una película cinematográfica.
- 1900: en Estados Unidos, una tal Anne Rainsford French Bush es la primera mujer que conduce un automóvil.
- 1901: en La Habana se inaugura el servicio de tranvía.
- 1902: el Reino Unido y Persia firman un acuerdo para construir una línea telegráfica entre Europa y la India.
- 1903: en las cercanías de Galerazamba (Colombia), una erupción volcánica provoca importantes daños.
- 1903: el informe solicitado por Theodore Roosevelt a la comisión sobre el carbón recomienda una reducción del tiempo de trabajo y un aumento del 10 % en los salarios de los mineros estadounidenses.
- 1904: el periódico estadounidense Daily Illustrated Mirror publica por primera vez en la historia una fotografía en color.
- 1905: los mineros británicos del carbón menores de 18 años obtienen la jornada diaria de 8 horas.
- 1908: en La Habana se inaugura el Gran Hotel Sevilla.
- 1910: los Gobiernos de Perú y de Chile rompen sus relaciones diplomáticas por las disputas sobre las provincias de Tacna y Arica.
- 1911: en Kiel (Alemania) se procede a la botadura del acorazado SMS Kaiser, líder de su clase de acorazados de la Kaiserliche Marine y primer acorazado alemán en usar turbinas a vapor. El día de su botadura fue escogido para que coincidiera con el cumpleaños del Kaiser Guillermo I de Alemania.
- 1915: en La Habana se inaugura el Teatro de la Comedia.
- 1918: en Madrid (España), Antonio Maura es elegido nuevo presidente del Gobierno español, lo que es acogido en toda España con manifestaciones de júbilo.
- 1919: en Hungría se proclama la República soviética.
- 1920: en París se reúnen los embajadores y ministros de Asuntos Exteriores de los gobiernos aliados.
- 1921: en Londres, sir Joseph Chamberlain abandona el Ministerio de Finanzas.
- 1923: en México se dictan medidas muy rigurosas con objeto de impedir el contrabando de opio.
- 1927: entre España y Argentina se crea un servicio radiotelegráfico.
- 1927: en México se funda el Club Deportivo Cruz Azul.
- 1928: España se reincorpora a la Sociedad de Naciones.
- 1928: en México se produce un violento temblor de tierra.
- 1928: en la Unión Soviética se producen disturbios de campesinos para protestar contra la escasez de abastecimientos.
- 1932: en España, el anarquista Ramón Casanellas ―uno de los asesinos del presidente conservador monárquico Eduardo Dato (65), asesinado el 8 de marzo de 1921―, es expulsado de España tras ser detenido el 19 de marzo.
- 1933: en Dachau (a 13 km de Múnich, en el sur de Alemania) se inaugura el campo de concentración de Dachau, el primer campo de prisioneros de los nazis.
- 1933: en Estados Unidos ―en el marco de la Gran Depresión―, el presidente Franklin Delano Roosevelt firma una enmienda a la ley Volstead ―conocida como Ley Cullen-Harrison―, que permite la manufactura y venta de «cerveza 3.2» (con un 3,2 % de alcohol por peso, que equivale aproximadamente a un 4 % de alcohol por volumen) y vinos de bajo contenido alcohólico.
- 1934: el doctor Gabriel Terra es reelegido presidente de Uruguay.
- 1934: Juan Ramón Jiménez retira sus versos de la segunda edición que prepara Gerardo Diego de su antología Poesía española.
- 1935: la emisora de televisión Paul Nipkow iniciaba su servicio desde la torre de radio de Berlín.
- 1936: en los Andes, el montañero argentino Juan Jorge Link efectúa el primer reconocimiento en solitario del Aconcagua, la cima más alta del continente.
- 1941: el catedrático londinense de medicina interna Eric Bywaters describe, de manera sistemática, el «síndrome de aplastamiento» con mioglobinuria (tinción roja de la orina) e insuficiencia renal.
- 1945: En El Cairo, la República de Egipto logra fundar la Liga Árabe junto con Arabia Saudita, Irak, el Líbano, Siria, Transjordania y Yemen del Norte. Hoy la Liga está formada por 22 países.
- 1945: en Madrid, el doctor Antonio Vallejo-Nágera publica el primer tratado español sobre psiquiatría.
- 1953: en España, un decreto del Ministerio de Información y Turismo organiza la Filmoteca Nacional.
- 1954: en Londres, tras más de 14 años, vuelve a funcionar el mercado del oro.
- 1955: el Instituto Goethe (de Alemania) comienza a conceder hasta la actualidad la prestigiosa Medalla Goethe, premio anual en reconocimiento a la difusión de la lengua y la cultura alemanas.
- 1955: en el Sitio de pruebas de Nevada, Estados Unidos detona su bomba atómica Bee (‘abeja’), de 8 kilotones, la sexta de las 14 de la operación Teapot. Es la bomba n.º 57 de las 1132 que Estados Unidos detonó entre 1945 y 1992.
- 1963: en Londres (Reino Unido) se lanza el primer álbum, Please Please Me, de la banda británica The Beatles, que alcanza el número uno.
- 1965: México y Estados Unidos firman un acuerdo para resolver el problema de la salinidad del río Colorado, que destruye las cosechas mexicanas.
- 1965: en Rumania, Nicolae Ceauşescu es nombrado primer secretario del PTR.
- 1966: en el Congo, Mobutu Sese Seko confisca el poder legislativo.
- 1968: inicio del movimiento que conduciría al Mayo francés, con manifestaciones, huelgas y ocupaciones.
- 1973: el veto de Estados Unidos en el Consejo de Seguridad de la ONU impide nuevas negociaciones sobre el Canal de Panamá.
- 1974: Llega a La Habana Pham Van Dong (71), primer ministro de la República Democrática de Viet Nam, al frente de una de delegación de alto nivel.
- 1975: en Estocolmo, el tem  «Ding-A-Dong» de Teach-In gana por los Países Bajos la XX Edición de Eurovisión.
- 1977: En Nueva Delhi, Indira Gandhi renuncia como primera ministra de la India.
- 1977: España suspende las relaciones diplomáticas con Guinea Ecuatorial tras un ataque verbal de Francisco Macías Nguema al Gobierno y al rey Juan Carlos I.
- 1979: Juan Carlos I inaugura la sede de la Real Academia de la Lengua Gallega.
- 1983: En Australia, un equipo de científicos implantan con éxito un embrión congelado en una mujer.
- 1983: en Israel es nombrado presidente el laborista Jaim Herzog.
- 1984: deja de editarse el Diario de Barcelona, decano de la prensa diaria española.
- 1984: en Asunción de Paraguay, el general Alfredo Stroessner clausura el diario ABC Color por defender la libertad durante la dictadura.
- 1984: en Chile se restablece el estado de emergencia como consecuencia de los disturbios populares.
- 1987: en Grecia, la Iglesia ortodoxa griega lanza una campaña para oponerse a la expropiación de sus tierras por parte del gobierno.
- 1989: en el Líbano, más de cien mil personas abandonan Beirut, ciudad sometida a continuos bombardeos por parte del ejército sirio y sus aliados de las facciones musulmanas drusas, en lucha con las fuerzas cristianas del general Michel Aoun.
- 1989: en Asunción de Paraguay, una vez caída la dictadura de Alfredo Stroessner, el diario ABC Color reinicia sus ediciones tras ser clausurada un 22 de marzo de 1984.
- 1990: en Anchorage (Alaska), el capitán del barco superpetrolero Exxon Valdez es condenado tan solo al pago de una multa en metálico. Tras sufrir una avería, el barco a su mando desencadenó una marea negra en la costa de Alaska el 24 de marzo de 1989.
- 1992: en Nueva York, la Conferencia de las Naciones Unidas sobre el Medio Ambiente y el Desarrollo designa esta fecha como el Día Mundial del Agua.
- 1993: en España, el juez del Tribunal Supremo, Marino Barbero, recibe el informe de unos peritos de Hacienda referido al escándalo Filesa, en el que se afirma que esta empresa recibió más de mil millones de pesetas por informes inexistentes y que al parecer realizó pagos para financiar al PSOE.
- 1993: la Asamblea General de las Naciones Unidas, declara este día como el Día Mundial del Agua.
- 1994: en la Ciudad del Vaticano, Juan Pablo II emite un nuevo documento papal que prohíbe a los sacerdotes la militancia política y sindical.
- 1994: el grupo estadounidense de groove metal Pantera publica su aclamado álbum de estudio Far Beyond Driven.
- 1997: el parlamento polaco aprueba por mayoría la primera constitución democrática desde que el país inició su proceso de transformaciones políticas y económicas hace siete años.
- 1998: la provincia serbia de Kosovo celebra elecciones de manera no autorizada, con una presencia masiva de votantes (85 %). Obtiene la victoria independentista Liga Democrática Kosovar (LDK), liderada por Ibrahim Rugova.
- 1999: el secretario general de la OTAN, Javier Solana, recibe plenos poderes de la alianza atlantista para intervenir militarmente en Belgrado si el presidente serbio Milosevic rechazara el plan de paz de Rambouillet.
- 2001: el presidente macedonio, Boris Trajkovski, anuncia el objetivo de su gobierno de «neutralizar y eliminar a los extremistas albaneses» que, semanas atrás, habían iniciado una ofensiva contra el ejército del país y amenazaban con desatar un nuevo conflicto bélico en los Balcanes.
- 2001: En una sesión de trabajo de la APC y Unión Europea se considera favorable el acceso comercial de Cuba a esa organización.
- 2002: en México, el Gobierno se enfrenta diplomáticamente con el Gobierno de Cuba por primera vez en la historia desde el triunfo de la Revolución cubana, llevando a un rompimiento de relaciones entre las dos naciones.
- 2002: en Londres, una jueza británica autoriza aplicar la eutanasia pasiva a una paciente.
- 2003: en Madrid, policías y una minoría de alborotadores se enfrentan al final de una nueva marcha contra la guerra en Irak.
- 2004: la policía española detiene a cuatro nuevos sospechosos por su presunta implicación en los atentados del 11-M.
- 2004: se celebra el Día Mundial del Agua, según la resolución n.º 47 de la ONU. El tema elegido para este año es «Agua y Desastres».
- 2005: en Minesota (Estados Unidos), un joven estadounidense ―admirador de Hitler― mata a sus abuelos, a cinco compañeros de instituto, a un profesor y un vigilante antes de suicidarse.
- 2005: se inaugura el Decenio Internacional del Agua, establecido por la Asamblea General de la Organización de las Naciones Unidas (ONU).
- 2006: en España, la banda terrorista ETA declara un alto el fuego permanente.
- 2006: en Perú, la justicia condena a Víctor Polay, líder de la guerrilla Túpac Amaru, a 32 años de cárcel.
- 2011: el beisbolista granmense Yoennis Céspedes impone nueva marca de cuadrangular en una Serie Nacional (Liga cubana) con 33.
- 2011: en La Habana, Asley González (90 kg) gana el título en el Campeonato Nacional de Yudo de Cuba.
- 2013: la banda de rock My Chemical Romance, anuncia su separación a través de su página web oficial.
- 2014: se desarrollan las Marchas de la Dignidad o 22M en Madrid, una de las manifestaciones más multitudinarias de la historia de España y la última movilización masiva del ciclo de protestas en España de 2011-2015
- 2015: en la Mesa de los Santos (Colombia) un sismo de 5,2 grados se siente en el centro y norte de Colombia.
- 2016: en Bélgica, se producen los atentados de Bruselas de marzo de 2016.
- 2017: en Londres, se produce un atentado en la zona del Palacio de Westminster con el resultado de 4 personas muertas y 20 heridas.
- 2020: en Croacia, se produce un terremoto de magnitud 5,3.
- 2024: en la ciudad de Krasnogorsk (dentro del Gran Moscú, Rusia), se produce el atentado del Crocus City Hall por parte del grupo paramilitar Estado Islámico del Gran Jorasán, reportándose 144 muertos y más de 500 heridos.[5]
- 2024: En Londres (Reino Unido), la princesa Catalina de Gales (Kate Middleton) da a conocer públicamente que padece cáncer.[6]

## Nacimientos
- 841: Bernardo III de Tolosa, aristócrata francés (f. 886).
- 875: Guillermo I de Aquitania, aristócrata francés (f. 918).
- 1212: Go-Horikawa, emperador japonés (f. 1235).
- 1394: Ulugh Beg, gobernante timúrida (f. 1449).
- 1459: Maximiliano I de Habsburgo, Emperador del Sacro Imperio Romano Germánico y Archiduque de Austria (f. 1519).
- 1599: Anton van Dyck, pintor de origen flamenco afincado en Inglaterra (f. 1641).
- 1609: Juan II, aristócrata polaco (f. 1672).
- 1759: Carlota de Holstein-Gottorp, reina sueca (f. 1818).
- 1785: Adam Sedgwick, geólogo británico (f. 1873).
- 1797: Guillermo I, emperador alemán (f. 1888).
- 1799: Friedrich Argelander, astrónomo alemán (f. 1875).
- 1806: Gottlob Ludwig Rabenhorst, botánico alemán (f. 1881).
- 1817: Braxton Bragg, general confederado estadounidense (f. 1876).
- 1826: Victoriano Cepeda, profesor, militar y político mexicano (f. 1892).
- 1833: Manuel Ruiz Zorrilla, político español (f. 1895).
- 1838: Leopoldo Laussat, político español (f. 1895).
- 1842: Mykola Lysenko, compositor ucraniano (f. 1912).
- 1857: Paul Doumer, político francés (f. 1932).
- 1865: Alfredo Javaloyes López, músico español (f. 1944).
- 1866: Aquileo Echeverría, escritor, periodista y político costarricense (f. 1909).
- 1868: Robert Andrews Millikan, físico estadounidense, premio nobel de física en 1923 (f. 1953).
- 1869: Emilio Aguinaldo, primer presidente de Filipinas (f. 1964).
- 1872: Salvador Toscano, pionero del cine mexicano (f. 1947).
- 1873: Julieta Lanteri, médica, política y feminista ítaloargentina (f. 1932).[7]
- 1877: Jorge Anckerman, pianista, director de orquesta y compositor cubano (f. 1941).
- 1885: Margarete Depner, pintora, escultora y mecenas rumana (f. 1970).
- 1887: Chico Marx, actor y comediante estadounidense (f. 1961).
- 1890: Ewald von Kleist-Schmenzin, aristócrata, abogado y político conservador alemán (f. 1945).
- 1891: Pedro Bosch Gimpera, prehistoriador español (f. 1974).
- 1894: Osvaldo Licini, pintor (f. 1958).
- 1896: Pierre Jeanneret, arquitecto y diseñador suizo (f. 1967).
- 1897: Pierre de Gaulle, político francés (f. 1959).
- 1901: Francisco Íñiguez, arquitecto español (f. 1982).
- 1904: Joaquín de Entrambasaguas, filólogo español (f. 1995).
- 1907: James Gavin, general y embajador estadounidense (f. 1990).
- 1907: Lucía dos Santos, monja portuguesa (f. 2005).
- 1907: Oskar Rudolf Schlag, psicoterapeuta, grafólogo, escritor y esoterista suizo-alemán (f. 1990).
- 1908: Jack Crawford, tenista australiano (f. 1991).
- 1908: Louis L'Amour, escritor estadounidense (f. 1988).
- 1909: Nathan Rosen, físico israelí (f. 1995).
- 1909: Gabrielle Roy, escritora canadiense (f. 1983).
- 1912: Leslie Johnson, piloto de automovilismo británico (f. 1959).
- 1912: Karl Malden, actor estadounidense (f. 2009).
- 1912: Agnès Martin, pintora estadounidense (f. 2004).
- 1912: Martha Mödl, soprano alemana (f. 2001)
- 1918: Cheddi Jagan, político guyanés (f. 1997).
- 1918: Edward Van Dijck, ciclista belga (f. 1977).
- 1919: Isidora Aguirre, escritora chilena (f. 2011).
- 1920: Ross Martin, actor estadounidense (f. 1981).
- 1921: Nino Manfredi, actor italiano (f. 2004).
- 1923: Marcel Marceau, actor y mimo francés (f. 2007).[8]
- 1926: Franca Falcucci, política italiana (f. 2014).
- 1927: Antonio Isasi-Isasmendi, director de cine español (f. 2017).
- 1928: Ed Macauley, baloncestista estadounidense (f. 2011).
- 1929: Yayoi Kusama, artista japonesa.
- 1930: Pat Robertson, empresario y evangelista estadounidense (f. 2023).
- 1930: Stephen Sondheim, compositor y letrista estadounidense (f. 2021).
- 1930: Eythor Thorlaksson, guitarrista islandés (f. 2018).
- 1931: Carlos Ferrer Salat, empresario español (f. 1998).
- 1931: Burton Richter, físico estadounidense, premio Nobel de Física en 1976 (f. 2018).
- 1931: William Shatner, actor canadiense.
- 1933: Abolhassan Banisadr, político iraní, presidente de Irán entre 1980 y 1981.
- 1933: May Britt, actriz sueca.
- 1933: Linden Chiles, actor estadounidense (f. 2013).
- 1933: Evaristo Macedo, futbolista brasileño.
- 1933:  María Dolores Gispert, actriz de doblaje española (f. 2018).
- 1934: Orrin Hatch, político estadounidense.
- 1935: Horst Paulmann, empresario chileno alemán (f. 2025).
- 1936: Roger Whittaker, cantante británico.
- 1937: Angelo Badalamenti, compositor estadounidense (f. 2022).
- 1937: Armin Hary, atleta alemán.
- 1939: Jorge Ben Jor, músico brasileño.
- 1940: Haing S. Ngor, actor camboyano (f. 1996).
- 1941: Bruno Ganz, actor suizo (f. 2019).
- 1942: Leo Dan, cantante argentino (f. 2025).
- 1943: George Benson, guitarrista estadounidense de jazz.
- 1943: Vittorio Corbo, economista chileno.
- 1943: Keith Relf, músico británico, de la banda The Yardbirds (f. 1976).
- 1944: Francisco Huenchumilla, abogado chileno.
- 1945: Agustín Mario Cejas, futbolista argentino (f. 2015).
- 1945: Alfredo Kohan, guerrillero argentino (f. 1972).
- 1948: Andrew Lloyd Webber, compositor británico.
- 1949: Fanny Ardant, actriz francesa.
- 1949: John Toshack, entrenador británico de fútbol.
- 1953: Isadora, cantautora colombiana.
- 1954: Álvaro García Hurtado, economista y político chileno.
- 1955: Lena Olin, actriz sueca.
- 1955: Tuqui, artista, conductor de televisión y humorista argentino (f. 2019).
- 1955: Valdis Zatlers, político y expresidente letón.
- 1956: María Teresa Mestre, aristócrata luxemburguesa.
- 1959: Carlton Cuse, guionista mexicano-estadounidense.
- 1959: Matthew Modine, actor estadounidense.
- 1959: Roberto Ballesteros, actor peruano.
- 1960: Julián Gorospe, ciclista español.
- 1962: Francesco Quinn, actor italo-estadounidense (f. 2011).
- 1962: Marcela Carena, física argentina.
- 1963: Martín Vizcarra, político peruano, presidente de Perú entre 2018 y 2020.
- 1966: Brian Shaw, baloncestista estadounidense.
- 1967: Mario Cipollini, ciclista italiano.
- 1967: Pepe Monje, actor argentino.
- 1968: Euronymous, guitarrista noruego, de la banda Mayhem (f. 1993).
- 1969: Emmanuel del Real, tecladista, cantante, guitarrista, y productor mexicano, miembro de Café Tacvba.
- 1970: Andreas Johnson, cantante sueco.
- 1970: Leontien van Moorsel, ciclista neerlandesa.
- 1972: Shawn Bradley, baloncestista estadounidense.
- 1972: Cory Lidle, beisbolista estadounidense (f. 2006).
- 1973: Beverley Knight, cantante británica.
- 1973: Mauro Szeta, periodista argentino.
- 1974: Marcus Camby, baloncestista estadounidense.
- 1974: Ricardo Harris, futbolista costarricense.
- 1975: Eugenia Guerty, actriz argentina.
- 1975: Cole Hauser, actor estadounidense.
- 1975: Jiří Novák, tenista checo.
- 1975: Bea Segura, actriz española.
- 1975: Sandra Daviú, presentadora española.
- 1976: Iker Garai, futbolista español.
- 1976: Reese Witherspoon, actriz estadounidense.
- 1976: Marbelys Zamora, bailarina y actriz cubana.
- 1977: Owusu Benson, futbolista ghanés.
- 1978: Ángela Prieto, actriz chilena
- 1979: Aldo Duscher, futbolista argentino.
- 1979: Aaron North, guitarrista estadounidense, de la banda Nine Inch Nails.
- 1979: Juan Uribe, beisbolista dominicano.
- 1981: Karina Jelinek, modelo argentina.
- 1981: Mims, rapero estadounidense.
- 1982: Alinne Rosa, cantante brasileña.
- 1982: Hugo Catalán, actor mexicano.
- 1983: Miriam Benoit, actriz española.
- 1984: Piotr Trochowski, futbolista alemán.
- 1984: Saidou Panandétiguiri, futbolista burkinés.
- 1987: Jessi Uribe, cantante y músico colombiano.
- 1988: Tania Raymonde, actriz estadounidense.
- 1989: J.J. Watt, jugador estadounidense de fútbol americano.
- 1991: Roberto Merhi, piloto de automovilismo español.
- 1992: Nao Eguchi, futbolista japonés.
- 1993: Leila Ouahabi, futbolista española.
- 1993: Enzo Vogrincic, actor uruguayo.
- 1994: Jean-Paul Boëtius, futbolista neerlandés.
- 1994: Ha Sung-woon, cantante surcoreano.
- 1995: Nick Robinson, actor estadounidense.
- 1997: Daniel Amador, futbolista mexicano.
- 1997: María Herazo, tenista colombiana.
- 1997: Eliza Ibarra, actriz pornográfica estadounidense.
- 1997: Alex Meret, futbolista italiano.
- 1997: Luiz Felipe Ramos Marchi, futbolista brasileño.
- 1997: Harry Wilson, futbolista galés.
- 1998: Paola Andino, actriz puertorriqueña.
- 1998: George Bourne, remero británico.
- 1998: Miłosz Szczepański, futbolista polaco.
- 1999: Iván Angulo, futbolista colombiano.
- 1999: Timo Bichler, ciclista alemán.
- 1999: Sebastiaan Bornauw, futbolista belga.
- 1999: Oliver Christensen, futbolista danés.
- 1999: Dávid Ďuriš, futbolista eslovaco.
- 1999: Iván Cazal, futbolista paraguayo.
- 1999: Matías Esquivel, futbolista argentino.
- 1999: Lee Jung-joon, actor surcoreano.
- 1999: Gavin MacIntosh, actor y modelo estadounidense.
- 1999: Alessandro Mallamo, futbolista italiano.
- 1999: Sara Martín, ciclista española.
- 1999: RJ Nembhard, baloncestista estadounidense.
- 1999: Antonín Růsek, futbolista checo.
- 1999: Oscar Salomón, futbolista argentino.
- 1999: Mick Schumacher, piloto de automovilismo alemán.
- 1999: Diane van Es, atleta neerlandesa.
- 2000: Antonio Galeano, futbolista paraguayo.
- 2000: Luca Orellano, futbolista argentino.
- 2000: Alexander Díaz, futbolista argentino.
- 2000: Eugenio López-Chacarra, golfista español.
- 2001: Pablo Solari, futbolista argentino.
- 2002: Nicole Wallace, actriz y cantante española.

## Fallecimientos
- 1018: Alí ben Hamud al-Nasir, califa español.
- 1090: García de Galicia, rey de Galicia (n. 1042)
- 1144: Guillermo de Norwich (12), niño inglés cuyo asesinato se atribuyó (erróneamente) a los judíos (n. 1132).
- 1282: San Bienvenido, religioso italiano (n. 1188).
- 1369: Pedro I, rey castellano (n. 1334).
- 1418: Nicolás Flamel, escribano público, librero juramentado, copista y burgués parisino (n. 1330). Un siglo después de su muerte comenzó la leyenda de que se había vuelto rico porque habría sido un alquimista, el más importante de Francia. Se le atribuyeron varios libros de alquimia, entre ellos El libro de Abraham, el judío (de 1612).
- 1544: Johannes Magnus, último obispo católico de Suecia (n. 1488).
- 1602: Agostino Carracci, artista italiano (n. 1557).
- 1685: Go-Sai, emperador japonés (n. 1638).
- 1687: Jean-Baptiste Lully, compositor francés (n. 1632).
- 1727: Francesco Gasparini, músico italiano (n. 1661).
- 1758: Jonathan Edwards, teólogo y misionero estadounidense (n. 1703).
- 1772: John Canton, físico británico (n. 1718).
- 1820: Stephen Decatur, comandante estadounidense (n. 1779).
- 1832: Johann Wolfgang von Goethe, filósofo, dramaturgo y poeta alemán (n. 1749).
- 1851: Göran Wahlenberg, botánico sueco (n. 1780).
- 1855: Carl Sigismund Kunth, botánico alemán (n. 1788).
- 1863: Nicomedes Pastor Díaz, escritor español (n. 1811).
- 1896: Thomas Hughes, novelista británico (n. 1822).
- 1898: Nicanor A. González, poeta, periodista y maestro cubano (n. 1844).[9]
- 1903: Francisco Calcagno, escritor, maestro e investigador cubano, autor del Diccionario biográfico cubano.
- 1904: Karl Moritz Schumann, botánico alemán (n. 1851).
- 1924: Vladímir Arnoldi, biólogo ruso (n. 1871).
- 1927: Charles Sprague Sargent, botánico estadounidense (n. 1841).
- 1946: Werner von Blomberg, militar alemán (n. 1878).
- 1950: Emmanuel Mounier, filósofo francés (n. 1905).
- 1953: Jesús Agustín Castro, militar y político mexicano (n. 1887).
- 1956: Eduardo Lonardi, militar argentino (n. 1896).
- 1960: José Antonio Aguirre, político español (n. 1904).
- 1961: Fyodor Isidorovich Kuznetsov, militar soviético (n. 1898).
- 1962: Fidel Dávila Arrondo, militar español (n. 1878).
- 1964: Gregorio Jover, anarcosindicalista español (n. 1891).
- 1974: Peter Revson, piloto estadounidense (n. 1939).
- 1980: Luis Espinal, religioso jesuita, periodista, poeta y cineasta español asesinado en Bolivia (n. 1932).
- 1981: John S. McCain, Jr., almirante estadounidense (n. 1911).
- 1982: Jacinto Castillo, pintor argentino (n. 1910).
- 1986: Michele Sindona, banquero italiano (n. 1920).
- 1987: Eugen Relgis, filósofo, anarquista y pacifista rumano (n. 1895).
- 1990: Geoffrey Ostergaard, anarquista pacifista inglés (n. 1926).
- 1990: Bernardo Jaramillo Ossa, líder colombiano de la Unión Patriótica (n. 1956).
- 1990: Odorico D'Andrea, fraile franciscano (n. 1916).
- 1992: Rafael Lorente Escudero, arquitecto uruguayo (n. 1907).
- 1994: Dan Hartman, productor musical (n. 1950).
- 1994: Walter Lantz, caricaturista y animador estadounidense, creador del Pájaro Loco (n. 1899).
- 1995: Hugo Gálvez, abogado chileno (n. 1920).
- 1999: David Strickland, actor estadounidense (n. 1969).
- 2001: William Hanna, productor y director estadounidense, cofundador (con Joseph Barbera) del estudio de animación Hanna-Barbera (n. 1910).
- 2003: Harry Fisher, sindicalista y político estadounidense (n. 1911).
- 2004: Germán Gómez Gómez, futbolista español (n. 1914).
- 2004: William H. Pickering, astrónomo neozelandés (n. 1910).
- 2004: Janet Akyüz Mattei, astrónoma turca estadounidense (n. 1943).
- 2005: Clemente Domínguez, líder de secta español, autoproclamado papa como Gregorio XVII (n. 1946).
- 2005: Antonio Millán-Puelles, escritor español (n. 1921).
- 2005: Kenzō Tange, arquitecto japonés (n. 1913).
- 2006: Pierre Clostermann, piloto de la Segunda Guerra Mundial (n. 1921).
- 2009: Jade Goody, empresaria y celebridad televisiva británica (n. 1981).
- 2010: Paulette Gebara Farah, niña mexicana desaparecida que fue hallada muerta en su habitación (n. 2005).
- 2011: Artur Agostinho, periodista, locutor y actor portugués (n. 1920).[10]
- 2011: José Eusebio Soriano, futbolista peruano (n. 1917).
- 2013: Gerardo Gandini, pianista, compositor y director musical argentino (n. 1936).
- 2013: Joaquín González Echegaray, arqueólogo español (n. 1930).
- 2013: Bebo Valdés, pianista, compositor, arreglista y director de orquesta cubano (n. 1918).
- 2016: Rob Ford, político canadiense (n. 1969).
- 2018: Daryush Shayegan, filósofo, escritor y teórico cultural iraní (n. 1935).
- 2019: Frans Andriessen, jurista y político neerlandés (n. 1929).
- 2021: Elgin Baylor, baloncestista estadounidense (n. 1934).
- 2021: Johnny Dumfries, piloto de automovilismo británico (n. 1958).
- 2023: Rafael Filippelli, director, productor y guionista de cine argentino (n. 1938).
- 2023: Rebecca Jones, actriz y productora mexicana (n. 1957).
- 2025:

## Celebraciones

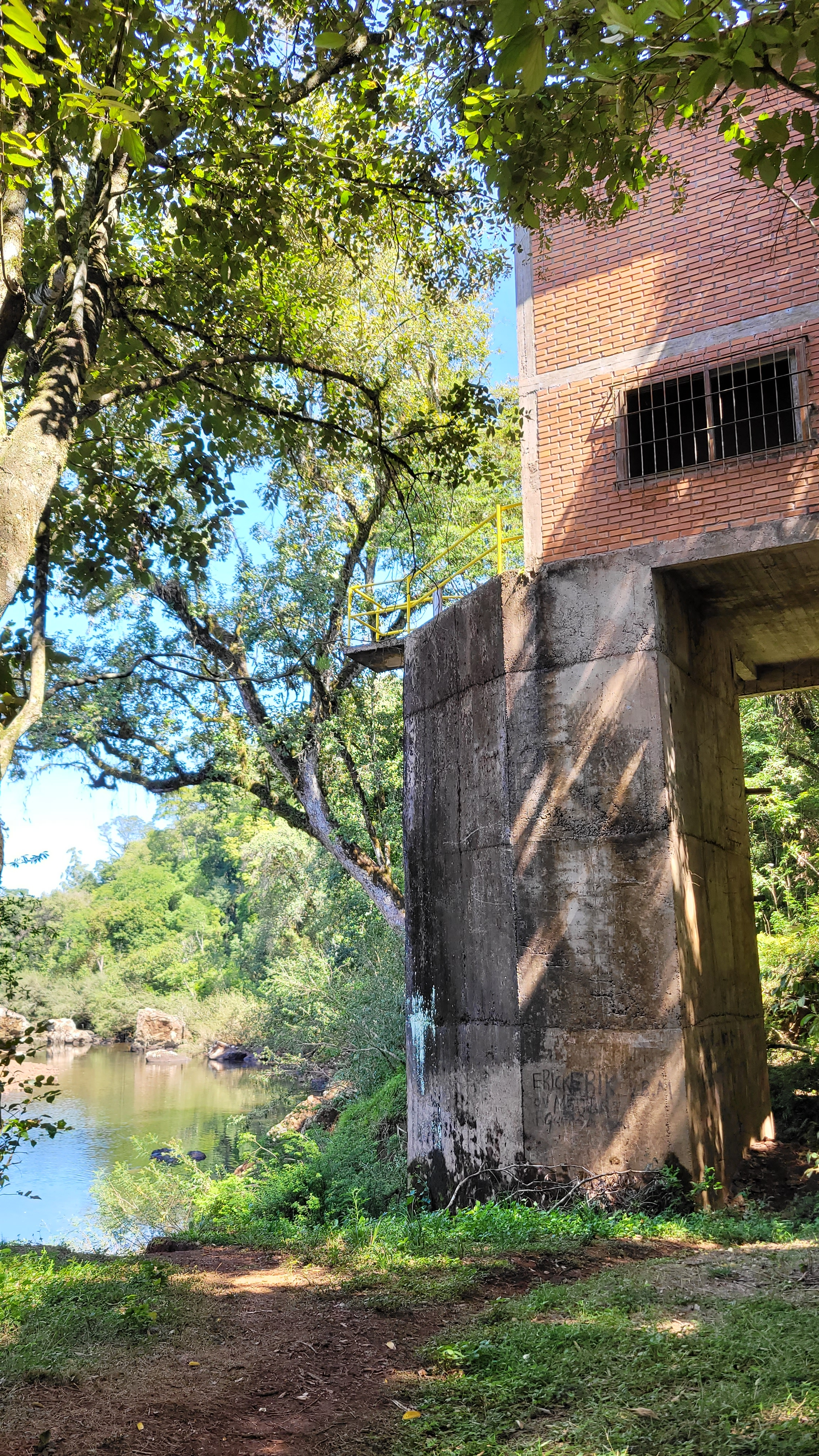
Día Mundial del Agua. Toma de agua a una Planta potabilizadora sobre el arroyo Cuña Pirú, que lleva este vital elemento al pueblo de Ruiz de Montoya (Provincia de Misiones, Argentina).

- Día Internacional de la Foca.[11]
(en inglés: Day of the Seal).

Compartidas
- Naciones Unidas:
  - Día Mundial del Agua.[12]

 Por países (Por orden alfabético)
- Albania:
  - Nevruz.

- Estados Unidos:
  - Día Nacional de los Crepes Bávaros.[13]
(en alemán: Bayerische Pfannkuchen).
  - Día Tan joven como te sientas.[14]
(en inglés: As Young As You Feel Day).
  - Día Nacional de la Tontería o del Tonto. Creado por Monica (Moeller) Dufour, residente de Davidson, Michigan, Estados Unidos, quien logro que el Día Nacional del Goof Off se convirtiera en un evento internacional en 1983, solo siete años después de su primera celebración en 1976.[15]
(en inglés: National Goof Off Day).
  - Día del Orgullo Gryffindor.[16]Los fanáticos del mundo de Harry Potter dedican este día a honrar la Casa Gryffindor, sus valores, sus estudiantes famosos y su simbolismo.
(en inglés: Gryffindor Pride Day).

- Puerto Rico:
  - Día de la Emancipación.[17][18]Es el nombre de la fiesta en conmemoración de la emancipación de los esclavos de origen africano. 
(en inglés: Emancipation Day).

### Santoral católico
- San Epafrodito (f. s. I).[19]

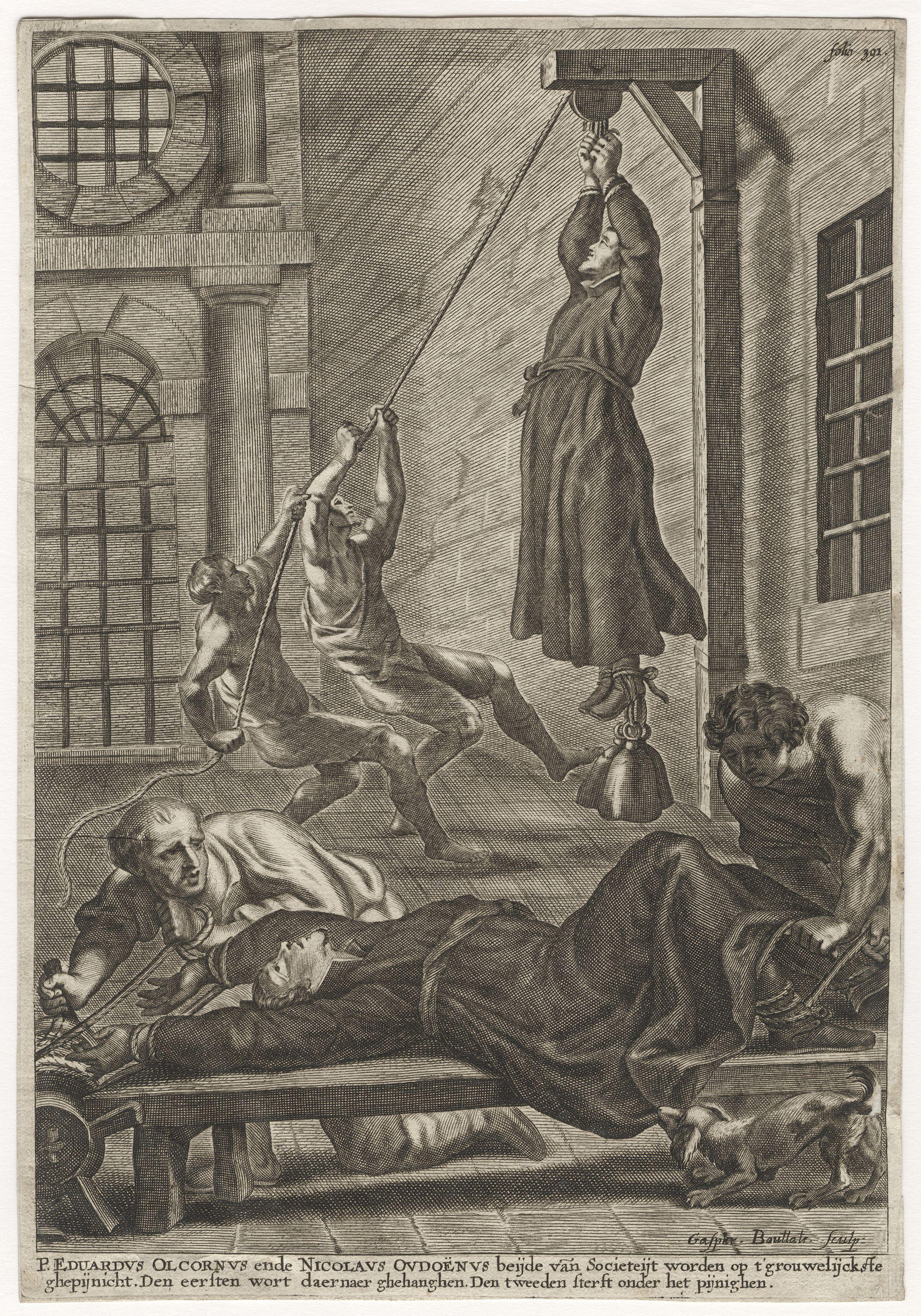
San Nicolás Owen durante su tortura.

- San Pablo de Narbona, obispo y mártir (f. s. III).[19]
- Santos Calinico y Basilisa de Galacia, mártires.
- San Basilio de Ancira, presbítero y mártir (f. 362).
- Santa Lea de Roma (f. c. 383).[19]
- San Bienvenido Scotivoli, obispo (f. 1282).[19]
- San Nicolás Owen, religioso y mártir (f. 1606).[19](imagen ilustrativa).
- Beato Francisco Chartier, presbítero y mártir (f. 1794).[19]
- Beatos Mariano Górecki y Bronislao Komorowski, presbíteros y mártires (f. 1940).